# Kaşüstü, Yomra
Kaşüstü là một thị trấn thuộc huyện Yomra, tỉnh Trabzon, Thổ Nhĩ Kỳ. Dân số thời điểm năm 2011 là 5.003 người.